# Thomas Elwon
Thomas Elwon (* 1794; † 17. Juni 1835 in Bassadore auf der Insel Qeschm) war ein Marineoffizier der britisch-indischen Marine, der für seine Einsätze im Roten Meer und im Persischen Golf bekannt wurde.

## Leben

### Beginn der Marinekarriere
Elwon trat 1810 als Midshipman in die Bombay Marine (ab 1830 Indian Navy) ein, die zu diesem Zeitpunkt noch der East India Company unterstellt war. Er vertrug allerdings das heiße Klima nicht und musste aus gesundheitlichen Gründen nach England zurückkehren. Nachdem er sich erholt hatte, kam er 1819 zurück. 
1820 war Elwon an einer Strafexpedition gegen die jemenitische Hafenstadt Mokka beteiligt: Nachdem dort 1817 britisch-indische Vertreter verprügelt und beleidigt worden waren und Gefolgsleute des Imams nur zögerlich bis ablehnend auf die britischen Entschuldigungsforderungen reagiert hatten, wurde Ende 1820 ein indischer Marineverband unter Captain Lumley (Fregatte Topaze) entsandt. Elwon, im Rang eines Second Lieutenant, kommandierte hierbei das Mörserschiff Thames. Am 4. Dezember wurde mit der Bombardierung der Befestigungsanlagen der Stadt begonnen; die Kämpfe zogen sich bis Anfang Januar hin, als die Jemeniten schließlich auf die britischen Forderungen eingingen.
Im September 1821 wurde er zum First Lieutenant befördert. 1828 wird er als Befehlshaber der 14-Kanonen-Brigg Antelope genannt. Ab Anfang 1829 trug er den Rang Commander.

### Vermessung des Roten Meeres

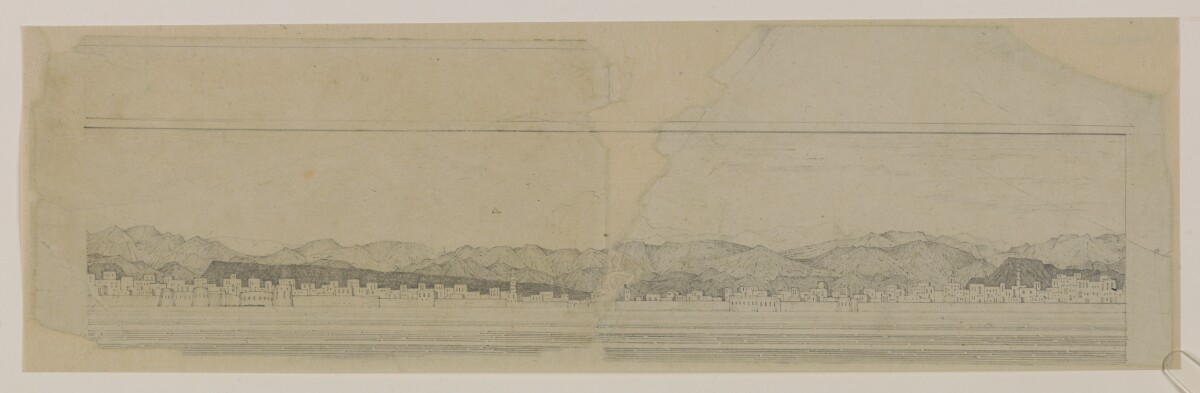
Hafenstadt am Roten Meer, Zeichnung von Thomas Elwon

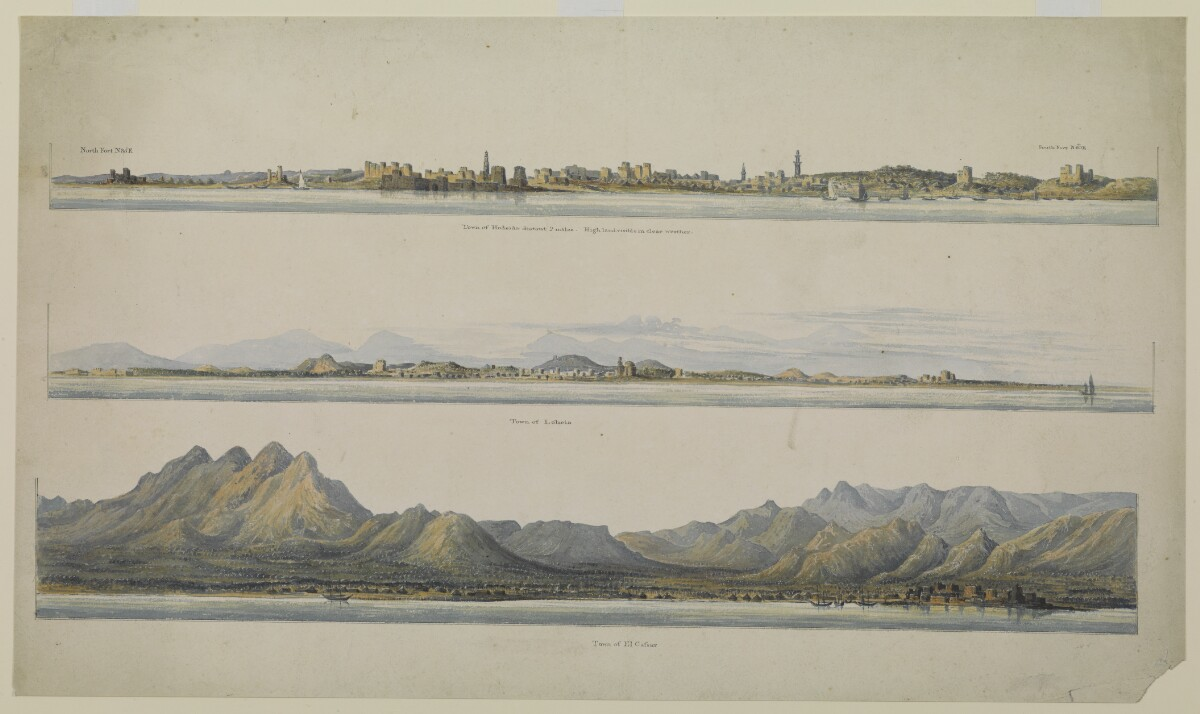
Die Häfen Hodeida, Loheia und El Cassar

Unter dem neuen Superintendenten (Oberbefehlshaber) Sir Charles Malcolm widmete sich die britisch-indische Marine ab 1828 der umfangreichen Vermessung und Kartografierung des Indischen Ozeans samt dessen Nebenmeeren. Anfang 1829 wurden Planungen begonnen das (bisher für die europäische Seefahrt eher unbedeutende) Rote Meer genauer zu erforschen, um die aufkommende Dampfschifffahrt zwischen Suez und Bombay gefahrlos möglich zu machen. Im Herbst des gleichen Jahres wurden daher dann Elwon und Robert Moresby beauftragt, eine genaue Vermessung des Meeres durchzuführen. Elwon, der ranghöhere und damit befehlshabende, aber im Vermessungswesen unerfahrenere der beiden Männer, kommandierte die Benares, ein altes, zum Vermessungsschiff umgebautes 14-Kanonen-Schiff. Moresby kommandierte die Brigg Palinurus. Das Vermessungsgebiet wurde aufgeteilt: Ausgehend vom Naturhafen Khor Shinab an der sudanesischen Küste sollte Elwon das südliche Rote Meer von Dschidda bis zum Bab al-Mandab kartografieren, während Moresby für den Teil nördlich davon zuständig war. Die nächsten drei Jahre verbrachten die beiden mit ihren Schiffen und Mannschaften größtenteils im Roten Meer, lediglich über die Monsunzeit kehrte man nach Indien zurück. Bei der Rückfahrt im April 1831 war die Benares durch Zusammenstöße mit Korallenriffen so beschädigt, dass man es nur mit Mühe nach Bombay zurück schaffte. Des Weiteren brachen Seuchen (insbesondere die Pocken) an Bord aus, mehrere Besatzungsmitglieder starben. 
Im Januar 1833 wurde Elwon, seit kurzem Captain, überraschend abberufen, um als Commodore of the Persian Gulf die Aktivitäten der Indian Navy im Persischen Golf (genauer gesagt im Gebiet der Persian Gulf Residency) zu leiten. Er verließ daher mit der Palinurus das Rote Meer, während Moresby mit der Benares die Vermessung erfolgreich allein abschloss. Die Vermessung galt bereits Zeitgenossen als große Pionierleistung; heute wird sie als Beginn der modernen wissenschaftlichen Erforschung des Roten Meeres betrachtet.

### Konflikt in Bahrain
Anfang 1834 kam es in Bahrain – ähnlich wie eineinhalb Jahrzehnte zuvor in Mokka – zu einem Konflikt zwischen dem lokalen (Handels-)Agenten der East India Company und einigen Söhnen des Herrschers Scheich Abdallah ibn Ahmad Al Chalifa. Ursprung des Konflikts war ein Streit um Geld (der Verkaufserlös von Datteln), hinzu kam aber auch noch eine fremdenfeindlich-religiöse Motivation, da der Agent Khushal ein hinduistischer Inder war. Der Herrscher unterstützte zwar offiziell die Position des Agenten, unternahm aber nichts, um seine Söhne davon abzuhalten, diesen mehrfach verprügeln zu lassen, zu bestehlen und mit dem Tod zu bedrohen. Als David Blane, der zuständige Resident in Bushire, von diesem Angriff auf einen Vertreter des britischen Empires erfuhr, forderte er von Scheich Abdallah als Zeichen der Entschuldigung die Übergabe eines Ehrengewandes und die Bestrafung des Schlägertrupps. Da der Scheich jedoch lediglich ausweichend reagierte, wurde Commodore Elwon Ende März mit den Sloops Ternate und Armherst entsandt, um ein 24-Stunden-Ultimatum zu überbringen; sollte der Scheich nicht darauf eingehen, so sollte militärische Gewalt (Zerstörung der bahrainischen Schiffe und Blockade der Häfen) angewendet werden. Scheich Abdallah ging nun schließlich auf die Bedingungen ein und überbrachte Elwon wie verlangt persönlich das Gewand. Die drei prügelnden Gefolgsleute seiner Söhne wurden kurz darauf festgenommen und am 5. April auf einem kleinen Boot vor den Augen der Briten ausgepeitscht.
Etwa ein Jahr später, am 17. Juni 1835, starb Elwon, der seit Beginn seiner Karriere durch das heiße Klima gesundheitlich angeschlagen war, im kleinen Marinestützpunkt Bassadore (Basaidu) (im Nordwesten der Insel Qeschm in der Straße von Hormus) im Alter von nur 40 Jahren an einer Krankheit.